# Посох Асклепія
Посох Асклепія (грец. Ράβδος του Ασκληπιού) — у грецькій міфології обвитий змією посох бога Асклепія (Ескулапа) — божества, яке асоціюється з медициною та зціленням. У сучасному світі цей символ активно використовується і асоціюється з медициною та охороною здоров'я. Часто посох Асклепія плутають з атрибутом бога Гермеса — кадуцеєм. Посох Асклепія має паралелі в інших релігіях, наприклад, юдейсько-християнські традиції згадують Мойсея, який використовував змію на штандарті для лікування укусів змій.

## Стандарти відображення
Посох Асклепія відображений в таблиці символів «Інші символи (Unicode)» у стандартах Unicode U+2695 ⚕ STAFF OF AESCULAPIUS (HTML &#9877;).